# グライス・ルッツ法律事務所
グライス・ルッツ法律事務所（Gleiss Lutz Hootz Hirsch）は、ドイツの最大手の法律事務所の一つ。

## 概要
ドイツ国内に6つのオフィスを有し、ブリュッセルにもオフィスを有する 。350名近い弁護士（うちパートナーは約90名、2017年現在）を擁し、ドイツ最大手の独立系法律事務所の一つ 。M&A、欧州競争法をはじめとして企業法務全般を取り扱う総合法律事務所 。日本関連の案件に従事するジャパンアドバイザリーグループを有する数少ないドイツ法律事務所の一つ 。

## 沿革：
グライス・ルッツ法律事務所は、ドイツ弁護士であるアルフレット・グライスにより、1949年にドイツ、シュツットガルトにおいて設立された 。1956年にドイツ弁護士であるヘルムート・ルッツが参画し、1962年にグライス・ルッツ法律事務所と名称を変更した。
1949年  シュツットガルトにおいて事務所設立
1962年  ブリュッセルオフィス開設
1990年  フランクフルトオフィス及びベルリンオフィス開設
2001年  ミュンヘンオフィス開設
2009年  デュッセルドルフオフィス開設
2010年  ハンブルクオフィス開設

## オフィス
次の都市にオフィスを有する。
- シュツットガルト
- デュッセルドルフ
- ハンブルク
- フランクフルト
- ブリュッセル
- ベルリン
- ミュンヘン